# Мавров Назар В'ячеславович
Назар В'ячеславович Мавров (нар. 21 січня 1990 року) — український футболіст, півзахисник ФК «Миколаїв». Син футболіста В'ячеслава Маврова.
Вихованець Училища фізичної культури (Львів).
Батько, В'ячеслава Маврова, працював тренером у ФК «Львів», тому після закінчення ЛУФК Мавров-молодший виступав за молодіжний склад «Львова» у прем'єр-лізі 2008/09, а наступного сезону — за ФК «Львів-2» у другій лізі. Першу половину сезону 2010/11 провів у друголіговому «Динамо» (Хмельницький). Улітку 2011 року зіграв 2 поєдинки у складі першолігового ФК «Львова».
Першу половину 2011 року провів у клубі «Кар'єр» (Торчиновичі), другу — у ФК «Миколаїв» (колективи виступають у прем'єр-лізі Львівської області).